# Molino de pellets
Un molino de pellets, también conocido como una prensa de pellets, es un tipo de molino o prensa utilizada para crear gránulos de material en polvo. Los molinos de pellets son diferentes a los molinos, ya que combinan materiales pequeños en una masa más grande y homogénea, en lugar de romper materiales grandes en pedazos más pequeños. 

## Tipos
Hay muchos tipos de molinos de pellets que generalmente se pueden agrupar en tipos de gran escala y de pequeña escala. De acuerdo con la capacidad de producción, las fábricas de pellets también se pueden dividir en fábricas de pellets de matriz plana y de pellets de anillo. 

### Gran escala

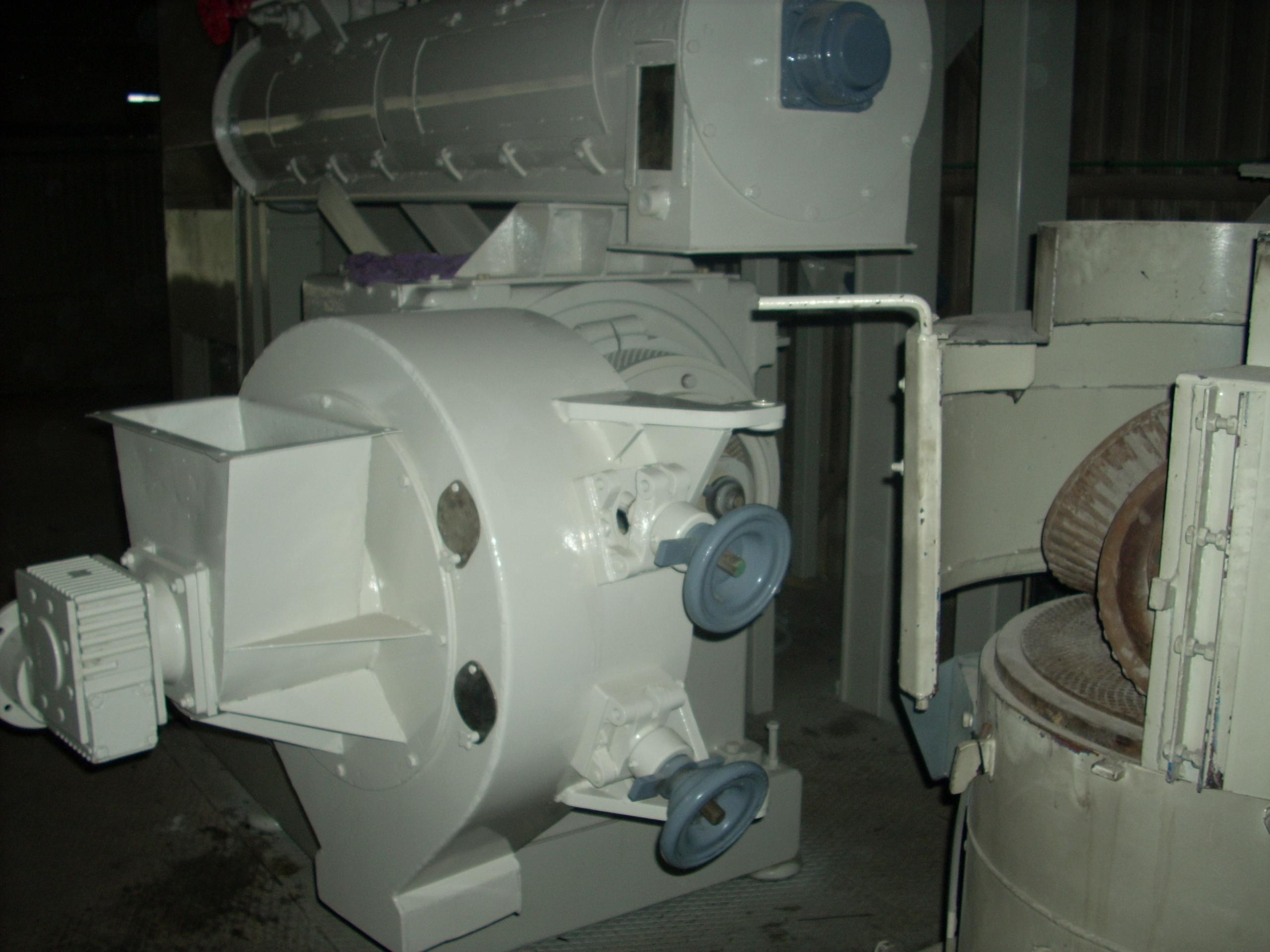
Molinos de pellets

Hay dos tipos comunes de molinos de pellets a gran escala: molinos de troquel plano y molinos de anillo. Las fresas planas usan una matriz plana con ranuras. El polvo se introduce en la parte superior de la matriz y, a medida que la matriz gira, un rodillo presiona el polvo a través de los orificios de la matriz. Un cortador en el otro lado de la matriz corta la bolita expuesta libre de la matriz. En la matriz anular hay una ranura radial a lo largo de la matriz. El polvo se introduce en el interior de la matriz y los esparcidores distribuyen uniformemente el polvo. Luego, dos rodillos comprimen el polvo a través de los orificios del troquel. Se utilizan dos cortadores para cortar los pellets libres desde el exterior de la matriz.
Los molinos de pellets a gran escala se usan generalmente para producir alimentos para animales, pellets de madera y pellets de combustible para usar en una estufa de pellets. 

### En pequeña escala

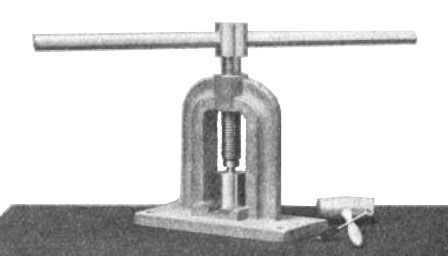
Una fábrica de pellets tipo tornillo

Los molinos de pequeña escala suelen ser variaciones de prensas de tornillo o prensas hidráulicas. El mismo proceso básico se utiliza para ambos tipos. Un dado, también conocido como molde, guarda el polvo sin comprimir en un bolsillo con forma. La forma del bolsillo definió la forma final del pellet. Una platina está unida al extremo del tornillo (en una prensa de tornillo) o al ariete (en una prensa hidráulica) que comprime el polvo.
Algunas platinas se calientan para acelerar el tiempo que toma y mejorar la estructura general del pellet. También pueden tener puertos de agua para enfriamiento rápido entre usos.

## Aplicaciones
Una de las aplicaciones más comunes es producir pellets de KBr que se utilizan en aplicaciones de espectroscopia infrarroja. 
Los pellets de alimento para animales generalmente son una mezcla de materia prima en polvo seco, como harina, aserrín o hierba, y un ingrediente húmedo, como melaza o vapor. Las materias primas para las fábricas de pellets a veces se pueden descomponer y luego volver a formar, o polimerizar, bajo el calor y la presión extremos de la fábrica de pellets.